# Landkreis Mecklenburg-Strelitz
Der Landkreis Mecklenburg-Strelitz war ein Landkreis, der 1994 gebildet wurde und im Zuge der Kreisgebietsreform 2011 im Landkreis Mecklenburgische Seenplatte aufgegangen ist. Er trug den Namen des von 1701 bis 1933 bestandenen (Groß-)Herzogtums und Freistaats Mecklenburg-Strelitz und deckte sich zum Teil mit dessen Kerngebiet, der Herrschaft Stargard.

## Geografie
Nachbarkreise waren im Norden der Landkreis Demmin und der Landkreis Ostvorpommern, im Nordosten der Landkreis Uecker-Randow, im Osten und Südosten der brandenburgische Landkreis Uckermark, im Süden die ebenfalls brandenburgischen Landkreise Oberhavel und Ostprignitz-Ruppin und im Westen der Landkreis Müritz. Die kreisfreie Stadt Neubrandenburg schneidet im Norden einen schmalen Streifen aus dem Kreisgebiet.
Das Gebiet des Landkreises bildet den südöstlichen Teil der Mecklenburgischen Seenplatte. Neben dem Naturpark Feldberger Seenlandschaft, der vollständig im Kreisgebiet liegt, hat der Landkreis Anteile am Müritz-Nationalpark.

## Geschichte

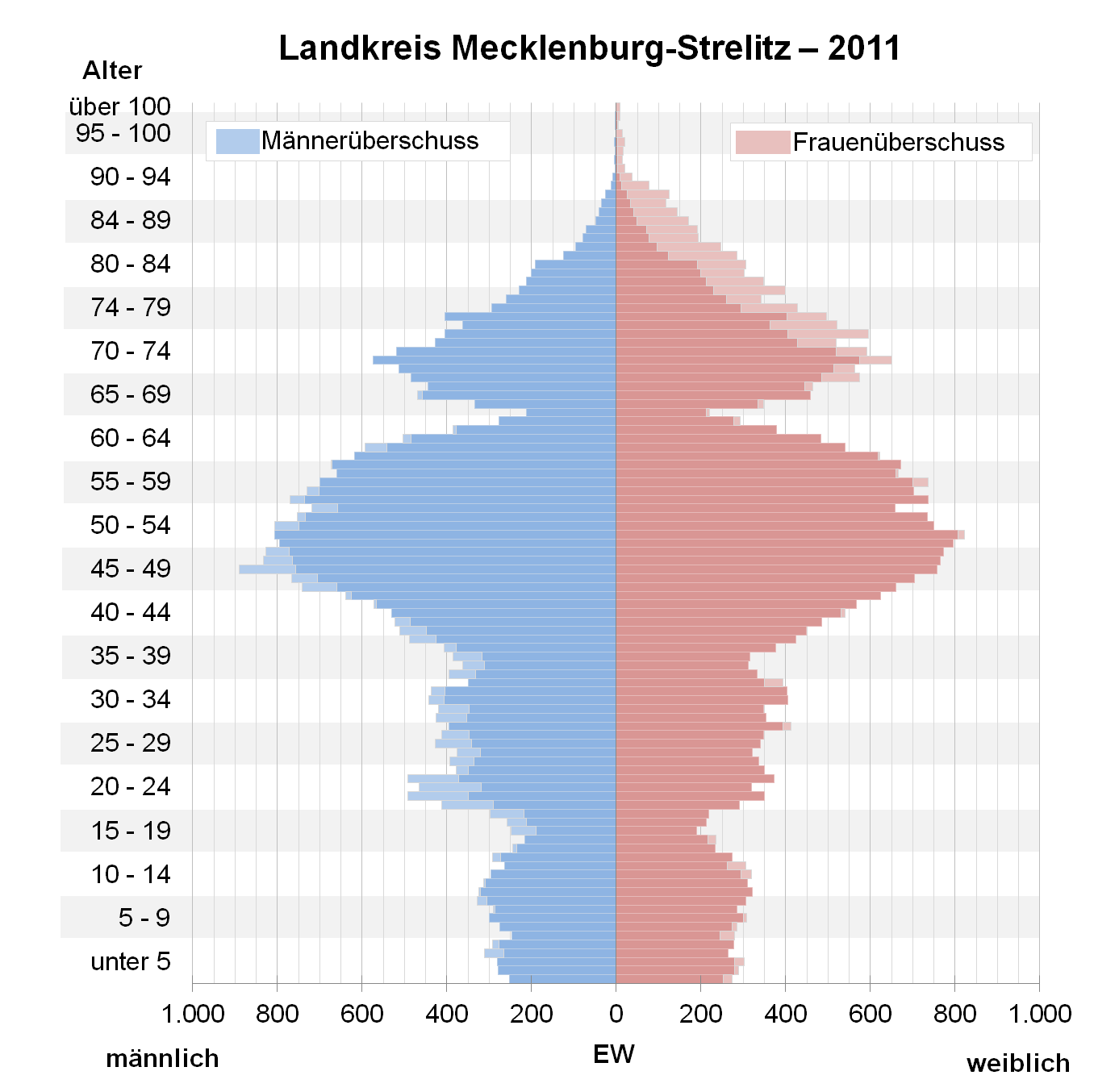
Bevölkerungspyramide für den Kreis Mecklenburg-Strelitz (Datenquelle: Zensus 2011)

Der Landkreis Mecklenburg-Strelitz wurde 1994 im Zuge einer Gebietsreform des Bundeslandes Mecklenburg-Vorpommern durch Zusammenlegung der Kreise Neubrandenburg-Land (NB), Neustrelitz (NZ) sowie des größten Teils des Kreises Strasburg (SBG) gebildet. Er führte seither den Namen und benutzte zunächst auch das Wappen des historischen Territoriums Mecklenburg-Strelitz, welches von 1701 bis 1815 als (Teil-)Herzogtum, dann bis 1918 als (Teil-)Großherzogtum  des mecklenburgischen Staates, 1919 bis 1933 politisch selbständig als Freistaat existierte. Er stand aber nicht in dessen Rechtsnachfolge.
Der Landkreis Mecklenburg-Strelitz umfasste ca. 71 % der Fläche des früheren Freistaates, inbegriffen den größten Gebietsteil (ca. 82 %) der ehemaligen Herrschaft Stargard, jedoch nicht das räumlich getrennte Fürstentum Ratzeburg nahe Lübeck und den zum Stargarder Land gehörenden Fürstenberger Werder (seit 1950 brandenburgisch).
Politischen Planungen zufolge sollte der Landkreis Mecklenburg-Strelitz in einem neu zu gründenden „Kreis Mecklenburgische Seenplatte“ mit der Kreisstadt Neubrandenburg und weiteren Teilen Vorpommerns und des Landkreises Müritz aufgehen. Nach dem Urteil des Landesverfassungsgerichtes vom 26. Juli 2007 konnte das Reformgesetz als mit der Verfassung des Landes unvereinbar nicht umgesetzt werden.
Im Zuge der Kreisgebietsreform Mecklenburg-Vorpommern 2011 ging der Landkreis Mecklenburg-Strelitz im gegenüber der ursprünglichen Planung leicht veränderten neuen Landkreis Mecklenburgische Seenplatte auf.

## Politik

### Kreistag
Der letzte Kreistag des Landkreises Mecklenburg-Strelitz bestand aus 47 Abgeordneten. Seit der Wahl vom 7. Juni 2009 setzte er sich wie folgt zusammen:
| Partei | Sitze |
| ------ | ----- |
| CDU    | 17    |
| LINKE  | 12    |
| SPD    | 11    |
| FDP    | 5     |
| GRÜNE  | 2     |

Näheres zum Wahlverfahren und zu rechtlichen Bestimmungen: Kreistag (Mecklenburg-Vorpommern)

### Landräte
- 1994–2001: Michael Kautz (SPD)
- 2001–2002: Elmar Schaubs (CDU)
- 2002–2009: Kathrin Dollinger-Knuth (CDU)[4]
- 2009–2011: Heiko Kärger (CDU)

### Wappen
| Wappen des Landkreis Mecklenburg-Strelitz | Blasonierung: „Gespalten und halb geteilt; vorn in Blau eine gezinnte silberne Mauer mit einem spitzbedachten Zinnenturm; hinten: oben in Gold ein hersehender schwarzer Stierkopf mit aufgerissenem roten Maul, silbernen Zähnen, ausgeschlagener roter Zunge, in sieben Spitzen abgerissenem Halsfell und silbernen Hörnern; unten in Rot ein silbernes Malteserkreuz.“ |
| Wappen des Landkreis Mecklenburg-Strelitz | Wappenbegründung: Das Wappen steht mit zwei Symbolen – dem Zinnenturm und dem ungekrönten Stierkopf – in der Tradition des Staatswappens des Freistaates Mecklenburg-Strelitz von 1922. Der Zinnenturm versinnbildlicht den Burgturm der noch in der ersten Hälfte des 13. Jh. errichteten und heute unter Denkmalschutz stehenden Burg Stargard, das Wahrzeichen des ehemaligen Landes Stargard. Von 1352 bis 1603 war sie zeitweilig Residenz mecklenburgischer Herzöge gewesen. Der Stierkopf – in Mecklenburg-Strelitz einst jedoch als Büffelkopf beschrieben – stellt mit dem charakteristischen Halsfell als Symbol des kleinen Wappens der mecklenburgischen Herzöge und Großherzöge den Bezug zum Haus Mecklenburg her. Er verweist damit auf die jahrhundertealte dynastische Verbindung des vormals märkischen Territoriums mit Mecklenburg. Wie in dem nach der Novemberrevolution entstandenen Staatswappen erscheint der Stierkopf im Landkreiswappen ohne Fürstenkrone. Das Malteserkreuz deutet auf den Johanniterorden hin, der 1227 die Komturei Mirow und 1298 die Komturei Nemerow errichtet hatte, deren umfangreiche Besitzungen nach der Säkularisation 1648 in landesherrlichen Besitz übergegangen waren. Mit der Tingierung der Felder in Blau, Gold und Rot wird auf die Zugehörigkeit des Landkreises zum Landesteil Mecklenburg verwiesen. Das Wappen wurde von der Teschendorferin Margret Lüdtke gestaltet. Es wurde am 27. Februar 1996 durch das Ministerium des Innern genehmigt und unter der Nr. 98 der Wappenrolle des Landes Mecklenburg-Vorpommern registriert. |

### Flagge
Der ehemalige Landkreis verfügte über keine amtlich genehmigte Flagge.

## Städte und Gemeinden
(Einwohner am 31. Dezember 2010)
Amtsfreie Gemeinden

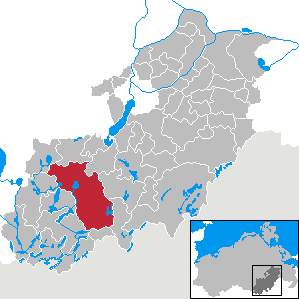
Die frühere Residenzstadt Neustrelitz (rot) war die Kreisstadt des Landkreises.

1. Feldberger Seenlandschaft (Sitz: Feldberg) (4651)
2. Neustrelitz, Stadt * (21.207)

Ämter mit amtsangehörigen Gemeinden/Städten
* Sitz der Amtsverwaltung
1. Amt Friedland (9502)
  - Datzetal (904)
  - Eichhorst (507)
  - Friedland, Stadt * (6544)
  - Galenbeck (1243)
  - Genzkow (142)
  - Glienke (162)
2. Amt Mecklenburgische Kleinseenplatte (8222)
  - Mirow, Stadt * (3423)
  - Priepert (331)
  - Roggentin (683)
  - Wesenberg, Stadt (3051)
  - Wustrow (734)
3. Amt Neustrelitz-Land (7801)
(Sitz: Neustrelitz)
  - Blankensee (1760)
  - Blumenholz (821)
  - Carpin (922)
  - Godendorf (236)
  - Grünow (316)
  - Hohenzieritz (485)
  - Klein Vielen (718)
  - Kratzeburg (562)
  - Möllenbeck (729)
  - Userin (681)
  - Wokuhl-Dabelow (571)
4. Amt Neverin (9079)
  - Beseritz (145)
  - Blankenhof (687)
  - Brunn (1115)
  - Neddemin (338)
  - Neuenkirchen (1148)
  - Neverin * (1094)
  - Sponholz (756)
  - Staven (453)
  - Trollenhagen (945)
  - Woggersin (562)
  - Wulkenzin (1504)
  - Zirzow (332)
5. Amt Stargarder Land (9867)
  - Burg Stargard, Stadt * (5002)
  - Cammin (313)
  - Cölpin (814)
  - Groß Nemerow (1205)
  - Holldorf (790)
  - Lindetal (1244)
  - Pragsdorf (499)
6. Amt Woldegk (7180)
  - Groß Miltzow (1160)
  - Helpt (359)
  - Kublank (163)
  - Mildenitz (512)
  - Neetzka (264)
  - Petersdorf (166)
  - Schönbeck (419)
  - Schönhausen (263)
  - Voigtsdorf (110)
  - Woldegk, Stadt * (3764)

## Gebietsänderungen
In den Jahren seit 1994 fanden im Gebiet des Landkreises Mecklenburg-Strelitz wie im gesamten Bundesland Mecklenburg-Vorpommern umfangreiche Gebietsänderungen statt.
Aus den ursprünglich 8 Ämtern wurden nach Abschluss der Gebietsreform am 1. Januar 2005 6 Ämter. Die Städte Burg Stargard und Friedland verloren ihre Amtsfreiheit. Die Anzahl der Gemeinden verringerte sich von 81 auf 55.

### Ämterauflösungen, Ämterfusionen
- Fusion der vormals amtsfreien Stadt Burg Stargard mit dem Amt Burg Stargard-Land zum neuen Amt Stargarder Land (1. Januar 2002)
- Eingliederung der vormals amtsfreien Stadt Friedland in das Amt Friedland (1. Januar 2003)
- Auflösung des Amtes Groß Miltzow – Eingliederung der Gemeinden in das Amt Woldegk (1. Januar 2004)
- Fusion der Ämter Mirow und Wesenberg zum neuen Amt Mecklenburgische Kleinseenplatte (1. Juli 2004)

### Eingemeindungen, Gemeindeneubildungen
- Auflösung der Gemeinden Bredenfelde, Grauenhagen, Hinrichshagen und Rehberg – Eingemeindung nach Woldegk (13. Juni 1999)
- Auflösung der Gemeinden Conow, Dolgen, Lichtenberg, Lüttenhagen und der Stadt Feldberg – Neubildung der Gemeinde Feldberger Seenlandschaft (13. Juni 1999)
- Auflösung der Gemeinde Kreckow – Eingemeindung nach Groß Miltzow (13. Juni 1999)
- Auflösung der Gemeinde Pasenow – Eingemeindung nach Helpt (13. Juni 1999)
- Auflösung der Gemeinde Strasen – Eingemeindung nach Wesenberg (1. Januar 2000)
- Auflösung der Gemeinde Jatzke – Eingemeindung nach Eichhorst (1. Januar 2001)
- Auflösung der Gemeinden Dabelow und Wokuhl – Neubildung der Gemeinde Wokuhl-Dabelow (6. Mai 2001)
- Auflösung der Gemeinden Ballin, Dewitz und Leppin – Neubildung der Gemeinde Lindetal (1. Januar 2002)
- Auflösung der Gemeinde Göhren – Eingemeindung nach Woldegk (1. Januar 2002)
- Auflösung der Gemeinde Rödlin-Thurow – Aufteilung: Ortsteile Rödlin und Rollenhagen zu Blankensee, Ortsteile Thurow und Zinow zu Carpin sowie ein Flurstück zu Blumenholz (1. Juli 2002)
- Auflösung der Gemeinden Sadelkow und Salow – Neubildung der Gemeinde Datzetal (1. Januar 2003)
- Auflösung der Gemeinden Kotelow, Schwichtenberg und Wittenborn – Neubildung der Gemeinde Galenbeck (1. Januar 2003)
- Auflösung der Gemeinde Watzkendorf – Eingemeindung nach Blankensee (1. Januar 2004)
- Auflösung der Gemeinde Neu Käbelich – Eingemeindung nach Cölpin (13. Juni 2004)
- Auflösung der Gemeinden Brohm und Schwanbeck – Eingemeindung nach Friedland (13. Juni 2004)
- Auflösung der Gemeinde Diemitz – Eingemeindung nach Mirow (13. Juni 2004)
- Auflösung der Gemeinde Warlin – Eingemeindung nach Sponholz (13. Juni 2004)
- Auflösung der Gemeinde Groß Daberkow – Eingemeindung nach Mildenitz (1. Juli 2006)
- Auflösung der Gemeinde Teschendorf – Eingemeindung nach Burg Stargard (27. September 2009)

### Namensänderung
- von Amt Friedland-Land zu Amt Friedland (1. Januar 2003)

## Kfz-Kennzeichen

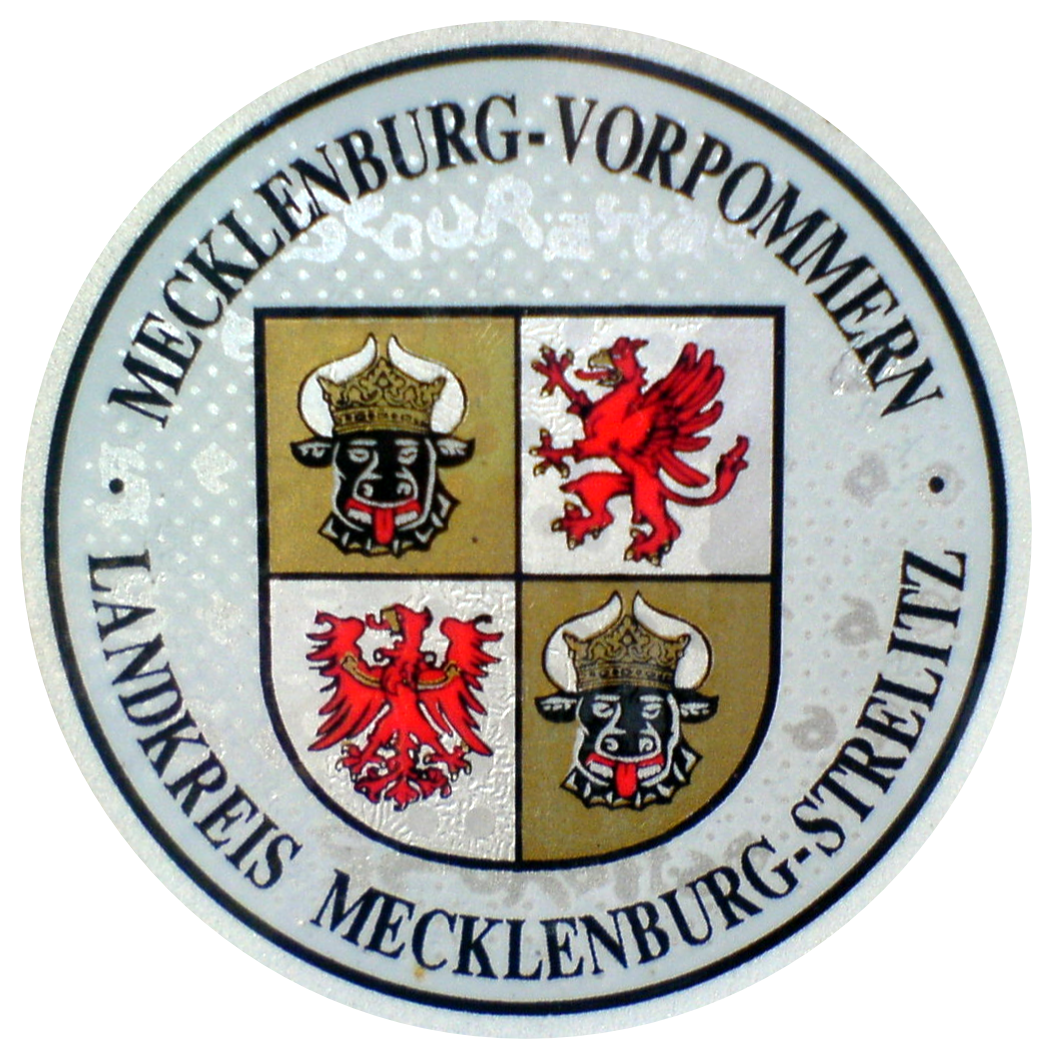
Kfz-Zulassungsplakette des Landkreises Mecklenburg-Strelitz

Am 12. Juni 1994 wurde dem Landkreis das Unterscheidungszeichen MST zugewiesen. Es wird im Landkreis Mecklenburgische Seenplatte mit Ausnahme der Stadt Neubrandenburg durchgängig bis heute ausgegeben.